# 臺南市立醫院
臺南市立醫院位於台南市東區，由台南市議會第八屆第二次臨時大會決議設立，因各方因素停擺六年後委託秀傳醫療體系接管經營，1988年以公辦民營方式重新營運。主要提供急診、門診。等級為區域醫院，現為台南市區教學醫院。

## 秀傳體系資訊
所屬機構
- 彰化秀傳紀念醫院總院：彰化市中山路一段五四二號
- 彰濱秀傳紀念醫院：彰化縣鹿港鎮鹿工路6號
- 台北秀傳醫院：台北市光復南路116巷1號
- 竹山秀傳醫院：南投縣竹山鎮集山路二段75號
- 高雄市立岡山醫院：高雄市岡山區壽天路12號
- 高雄秀傳紀念醫院：高雄市路竹區中山南路、北嶺六路口（興建中）

策略聯盟
- 田中仁和醫院：彰化縣田中鎮中州路一段157號
- 員林何醫院：員林市民族街33號

## 交通資訊
| 大台南公車 |          |            |            |            |                    |                                                                                     |
| 路線       | 經營業者 | 起站       | 途經       | 迄站       | 停靠站             | 備註                                                                                |
| 3          | 府城客運 | 海東國小   | 臺南火車站 | 德高國小   | 市立醫院           | - 部分班次延駛全福新城、復興國中。 - 每周一海東國小16:00及16:55發車班次不經仁和路。 |
| 5          | 府城客運 | 桂田酒店   | 鹽行       | 市立醫院   | 市立醫院           | - 部分班次延駛大甲里（不經市立醫院）。                                              |
| 紅3        | 興南客運 | 臺南轉運站 | 高鐵台南站 | 關廟轉運站 | 市立醫院（崇明路） | - 部分班次繞駛文賢德成路口。                                                        |
| 紅4        | 興南客運 | 臺南轉運站 | 後壁厝     | 奇美博物館 | 市立醫院           |                                                                                     |

| 高雄市公車 |            |          |            |              |              |                                          |
| 路線       | 經營業者   | 起站     | 途經       | 迄站         | 停靠站       | 備註                                     |
| T606A      | 皇冠大車隊 | 小城社區 | 路竹火車站 | 台南市立醫院 | 台南市立醫院 | - 高雄公車式小黃，每逢週一、三、五行駛。 |

## 外部連結
- 官方网站